# Občina Brežice
Občina Brežice je jednou z 212 občin ve Slovinsku. Nachází se v Posávském regionu na pomezí historických zemí Dolní Štýrsko a Kraňska. Občinu tvoří 109 sídel, její rozloha je 268,1 km² a k 1. lednu 2017 zde žilo 24 204 obyvatel. Správním střediskem občiny je město Brežice.

## Geografie
Střední část občiny je rovinatá, rozkládá se v nížinách při řekách Sáva, Krka a Sotla v nadmořské výšce zhruba od 130 do 160 m. Na jihu v Gorjanci dosahuje nadmořská výška 630 m (vrch Goli Cirnik), na severu pak 698 m n. m. (Veliki vrh).
Podél pravého břehu řeky Sávy prochází směrem na východ dálnice A2. V Obrežje je hraniční přechod do Chorvatska, kde navazuje na dálnici A3 směřující do Záhřebu, hlavního města Chorvatska. Podél levého břehu Sávy vede železniční trať.

## Pamětihodnosti
- hrad Mokrice
- hrad Bizeljsko
- hrad Pišece
- hrad Brežice

## Členění občiny
Občinu tvoří sídla: Arnovo selo, Artiče, Bizeljska vas, Bizeljsko, Blatno, Bojsno, Boršt, Bračna vas, Brezje pri Bojsnem, Brezje pri Veliki Dolini, Brezovica na Bizeljskem, Brežice, Brvi, Bukošek, Bukovje, Bušeča vas, Cerina, Cerklje ob Krki, Cirnik, Cundrovec, Curnovec, Čatež ob Savi, Čedem, Črešnjice pri Cerkljah, Dečno selo, Dednja vas, Dobeno, Dobova, Dolenja Pirošica, Dolenja vas pri Artičah, Dolenje Skopice, Dramlja, Drenovec pri Bukovju, Dvorce, Gabrje pri Dobovi, Gaj, Gazice, Globočice, Globoko, Glogov Brod, Gorenja Pirošica, Gorenje Skopice, Gornji Lenart, Gregovce, Hrastje pri Cerkljah, Izvir, Jereslavec, Jesenice, Kamence, Kapele, Koritno, Kraška vas, Križe, Krška vas, Laze, Loče, Mala Dolina, Mali Cirnik, Mali Obrež, Mali Vrh, Mihalovec, Mostec, Mrzlava vas, Nova vas ob Sotli, Nova vas pri Mokricah, Obrežje, Oklukova Gora, Orešje na Bizeljskem, Pavlova vas, Pečice, Perišče, Piršenbreg, Pišece, Podgorje pri Pišecah, Podgračeno, Podvinje, Ponikve, Poštena vas, Prilipe, Račja vas, Rajec, Rakovec, Ribnica, Rigonce, Sela pri Dobovi, Silovec, Slogonsko, Slovenska vas, Sobenja vas, Spodnja Pohanca, Sromlje, Stankovo, Stara vas-Bizeljsko, Stojanski Vrh, Trebež, Velika Dolina, Velike Malence, Veliki Obrež, Vinji Vrh, Vitna vas, Volčje, Vrhje, Vrhovska vas, Zasap, Zgornja Pohanca, Zgornji Obrež, Žejno, Župeča vas, Župelevec.

## Okolí občiny
| Růžice kompasu |                      | Kozje Bistrica ob Sotli | Klanjec (Chorvatsko)            | Růžice kompasu |
| Růžice kompasu | Krško                | Sever                   | Dubravica Zaprešić (Chorvatsko) | Růžice kompasu |
| Růžice kompasu | Krško                | Občina Brežice          | Dubravica Zaprešić (Chorvatsko) | Růžice kompasu |
| Růžice kompasu | Krško                | Jih                     | Dubravica Zaprešić (Chorvatsko) | Růžice kompasu |
| Růžice kompasu | Samobor (Chorvatsko) |                         |                                 | Růžice kompasu |